# جزيرة فونوالي
فونوالي هي جزيرة بركانية غير مأهولة تبلغ مساحتها 5 كيلومترات مربعة بالقرب من فافاو في مملكة تونغا. تمت مشاهدته من قبل دون فرانسيسكو موريل دي لا روا في لا برينسيسا في 26 فبراير 1781، وأفاد بأن الجزيرة قاحلة من الإنفجارات، ودعاها لهذا السبب أمارجورا وتعني (المرارة) بالإسبانية.